# A Midnight Mystery
A Midnight Mystery est un film muet américain réalisé par William V. Mong et sorti en 1917.

## Fiche technique
- Réalisation : William V. Mong
- Scénario : Anthony Coldeway, d'après une histoire de Clarissa Mackie
- Date de sortie : États-Unis : 4 mai 1917

## Distribution
- Thomas Jefferson
- Betty Schade
- Harry Holden
- Charles Perley
- E.P. Evers
- Anna Dodge